# Phi trường Quốc tế Oakland
Sân bay Oakland San Francisco Bay (tiếng Anh: Oakland San Francisco Bay Airport; IATA: OAK, ICAO: KOAK, LID FAA: OAK) là một sân bay cách trung tâm thành phố Oakland 6 km về phía Nam ở Hạt Alameda, California, Hoa Kỳ. Đây là một trong 3 sân bay quốc tế ở Khu vực Vịnh San Francisco, các hãng hàng không phục vụ tại sân bay này đến nhiều điểm đến ở Hoa Kỳ cũng như México. Đây là một sân bay thường lựa chọn thay thế nhau cho Sân bay Quốc tế San Francisco nhờ hãng Southwest Airlines hiện diện dày đặc ở đây. Năm 2004, sân bay này phục vụ 14,3 triệu khách. Từ 1962 đến 2024, sân bay có tên chính thức là Phi trường Quốc tế Vùng đô thị Oakland (Metropolitan Oakland International Airport). Năm 2024, sân bay chính thức đổi tên thành Phi trường Quốc tế Oakland Vịnh San Francisco (San Francisco Bay Oakland International Airport), nhưng Sân bay quốc tế San Francisco thưa kiện, khiến sân bay phải tạm thời đổi tên lại.

## Các nhà ga, các hãng hàng không và các điểm đến

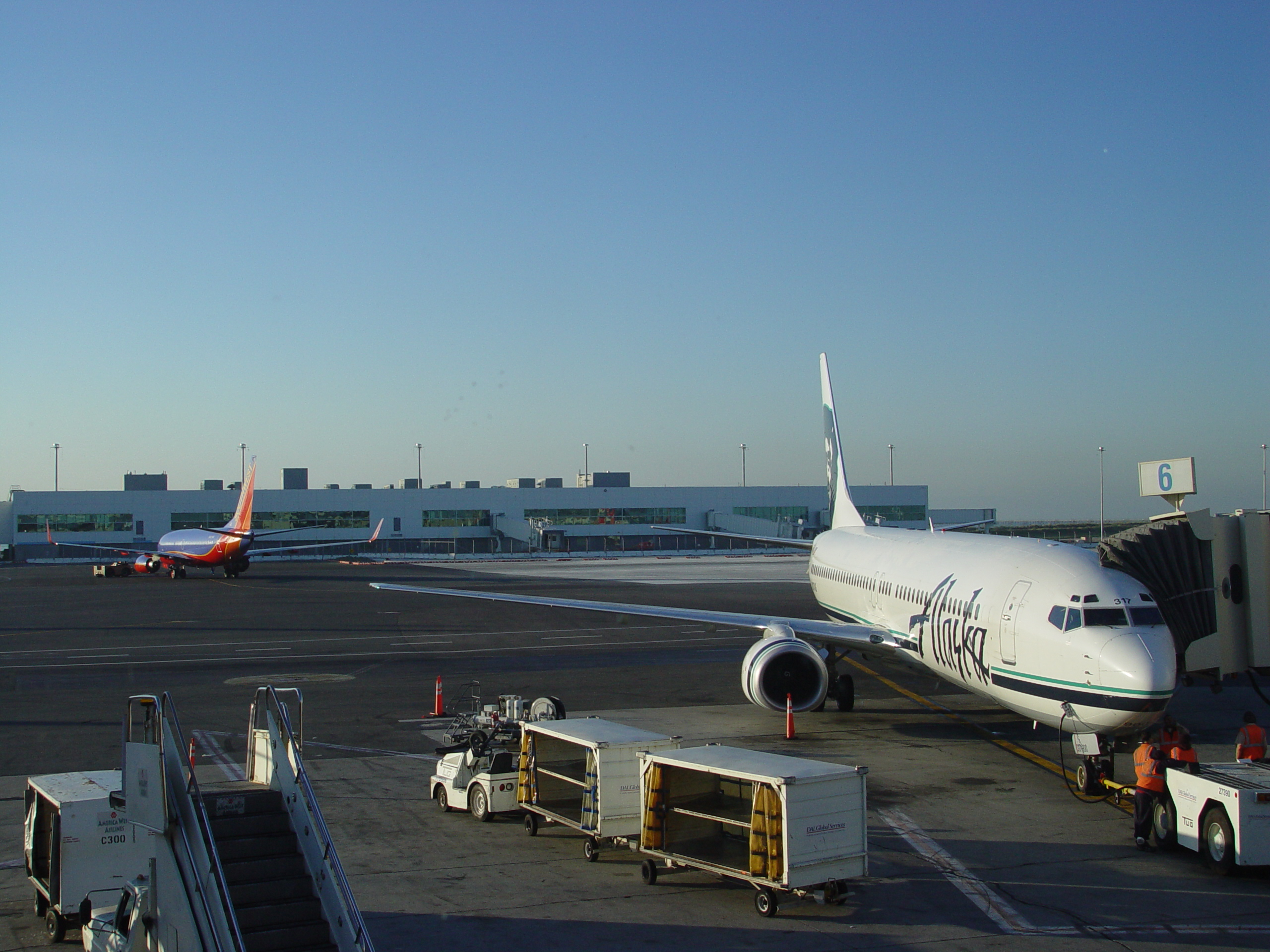
Hai chiếu Boeing 737 tại Oakland San Francisco Bay Airport - một chiếc của hãng Southwest và chiếc kia của hãng Alaska

Sân bay quốc tế Oakland có hai nhà ga được nối với nhau bằng lối đi bên airside:

### Terminal 1
Terminal 1 có 19 cửa: 1, 3, 4-7, 8-8A, 9-9A, 10-12, 14-14A, 15, 17
- Alaska Airlines (Portland (OR), Seattle/Tacoma)
  - Horizon Air (Portland (OR))
- American Airlines (Dallas/Fort Worth)
- Continental Airlines (Houston-Intercontinental)
- Delta Air Lines (Salt Lake City)
  - ExpressJet Airlines (Los Angeles, Salt Lake City)
  - SkyWest (Salt Lake City)
- Hawaiian Airlines (Honolulu)
- JetBlue Airways (Boston, Long Beach, New York-JFK, Washington-Dulles)
- Mexicana (Guadalajara, León, Zacatecas)
- Norwegian Air Shuttle (Barcelona, Paris–Charles de Gaulle, Copenhagen, Oslo–Gardermoen, Rome–Fiumicino, Stockholm–Arlanda)
- Primaris Airlines
  - Kona Shuttle (Kona)
- TACA (San Salvador)
- United Airlines (Denver, Washington-Dulles [seasonal])
  - SkyWest (Los Angeles)
- US Airways (Las Vegas, Phoenix)
  - Mesa Airlines (Phoenix)

### Terminal 2
Terminal có 13 cửa: 20 - 32
- Southwest Airlines (Albuquerque, Austin, Boise, Burbank, Chicago-Midway, Denver, Houston-Hobby, Kansas City, Las Vegas, Los Angeles, Nashville, Ontario, Orange County, Phoenix, Portland (OR), Reno/Tahoe, Salt Lake City, San Diego, Seattle/Tacoma, Spokane, Tucson)